# カリン (バラ科)
カリン（花梨・花櫚・榠樝、学名: Pseudocydonia sinensis）は、バラ科カリン属の落葉高木である。中国から日本へ渡来した薬用にもされる果樹で、果実は同科のマルメロとよく似る。その果実は石細胞が多く含まれるため硬く生食はできないが、カリン酒や砂糖漬け、のど飴などの原料に使われる。別名、カラナシ。

## 名称
和名「カリン」は、材の木目が三味線の胴や竿、座卓に使われる唐木の花櫚（読みは「かりん」、花梨とも書く）に似ているので名づけられたものである。
カリンの属名 Pseudocydonia は偽のマルメロを意味する。
別名で、カラナシ、カリントウ、アンランジュ（安蘭樹）、またはアンラジュ（菴羅樹）ともよばれる。「菴羅」はマンゴーの別名だが、古い時代の日本では誤訳によりカリンを指す場合がある。長野県諏訪地方で、「かりん」と称するものはマルメロのことであり、導入時にカリンとマルメロを間違えたことにより、現代もその呼称でよばれている。
果実は生薬名を和木瓜（わもっか）という。ただし和木瓜をボケやクサボケとする人もあるし、カリンを木瓜（もっか）とする人もいるが、木瓜はボケの果実である。なお、日本薬局方外生薬規格においてカリンの果実を木瓜として規定していることから，日本の市場で木瓜として流通しているのは実はカリン（榠樝）である。
中国語では『爾雅』にも記載がある「木瓜」を標準名とする。他に「榠樝」（めいさ）、「榠楂」（『図経本草』）、木李（『詩経』）、「木瓜海棠」、「光皮木瓜」、「香木瓜」、「梗木瓜」、「鉄脚梨」、「万寿果」などの名称がある。「木瓜」は他にボケ類やパパイア（「番木瓜」の略）を意味しうる。

## 分類
かつてボケ属 Chaenomeles とする説もあったが、ドイツの植物学者カミロ・カール・シュナイダーが1属1種のカリン属 Pseudocydonia を提唱し、分子系統で確認された。

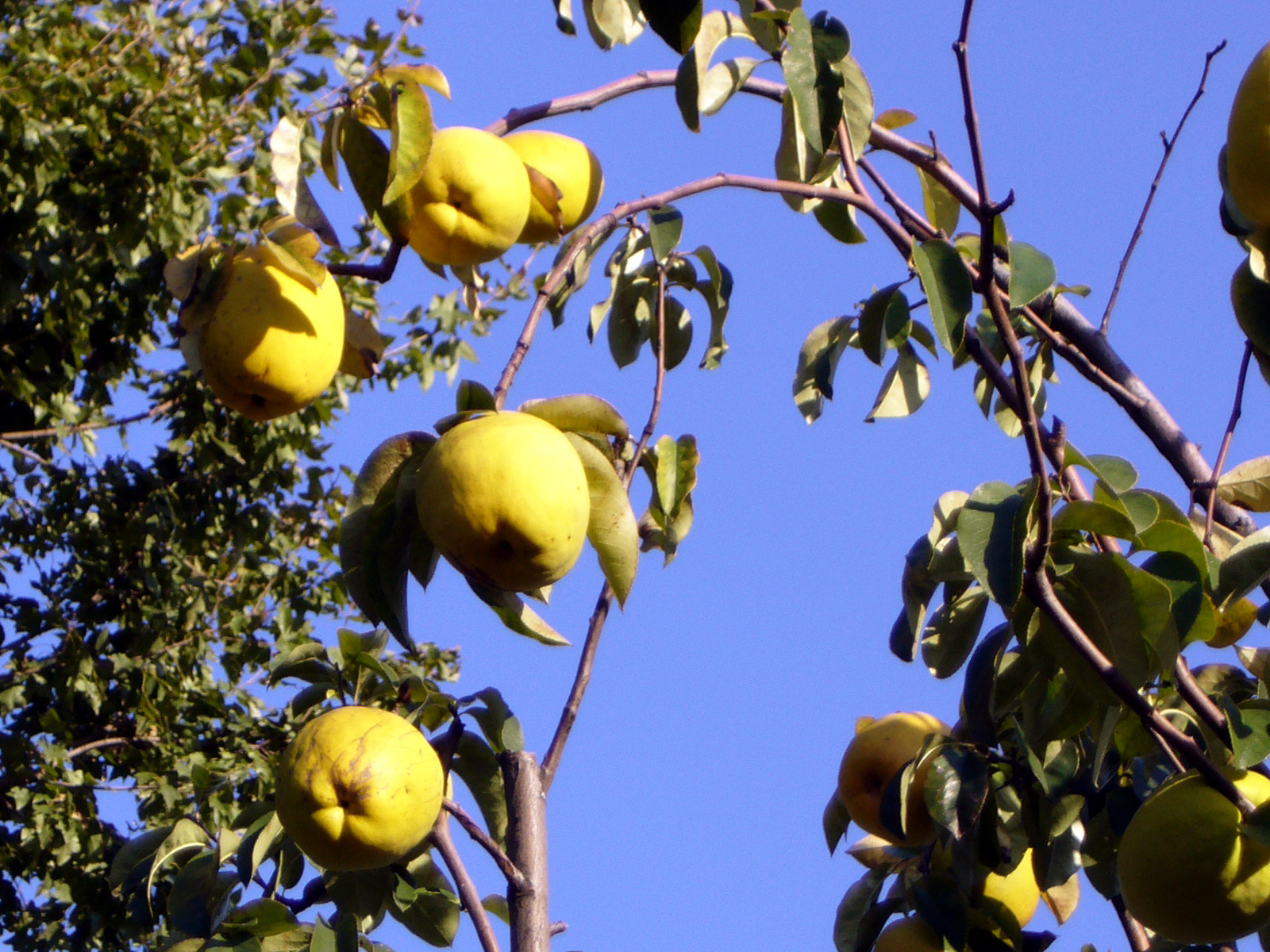
果実

カリン（属）に最も近縁なのはマルメロ属 (Cydonia) とカナメモチ属 (Photinia) であり、それに次ぐのがナシ亜連の他の属で、かつて属していたボケ属のほか、リンゴ属、ナシ属などがある。マルメロ（学名：Cydonia oblonga）は同科別属（1属1種）の植物で、果実も似ているが「カリン」と称するのは正しくない。マルメロの葉の縁には細鋸歯がない。
なお、漢名の「木瓜」や「万寿果」をもってパパイア科パパイア属のパパイア（番木瓜、乳瓜）と混同される場合があるが、全くの別種である。
また、マメ科のカリン（花梨）とは和名が同じであるが、全くの別種である（近縁でもない）。

## 分布・生育地
原産は中国東部で、陝西省、山東省、湖北省、江西省、安徽省、江蘇省、浙江省、広東省、広西チワン族自治区などに分布する。日本では東北地方以南の本州、四国、九州で植栽されている。日本への伝来時期は不明であるが、江戸時代に中国から渡来したといわれる説もある。主に植栽として栽培され、適湿地でよく育ち、耐寒性がある。

## 特徴
落葉広葉樹の小高木から中高木。成木の樹皮はなめらかで、緑色を帯びた茶褐色をしており、不規則に表面が鱗片状に剥がれ落ちた痕が雲紋状となる。一年枝は赤褐色で無毛である。
葉は互生し、長さ3 - 8センチメートル (cm) の倒卵形ないし楕円状卵形で、先は尖り基部は円く、葉縁に細鋸歯がある。しばしば、冬でも葉が展開しているものも見られる。葉質は堅くしっかりしている。秋には黄葉し、黄色系の染まることが多いが、赤色や紫褐色がかることもあり、色彩は変化に富んでいる。
花期は3 - 5月頃で、新葉とともに5枚の花弁からなる白や淡紅色の花を枝先に咲かせる。
果実は大型のナシ状果で、長さ10 - 15 cmの楕円形または倒卵形で、紅葉する10 - 11月に黄色に熟す。未熟な実は表面に褐色の綿状の毛が密生する。熟した果実は落葉後も枝に残るもの多く、トリテルペン化合物による芳しい香りを放ち、収穫した果実を部屋に置くと部屋じゅうが香りで満たされるほどである。このため中国では「香木瓜」とも呼ばれる。果肉は固く、渋くて石細胞が多いため、生食はできない。
冬芽は枝に互生し、半円形で小さく、褐色の芽鱗2 - 4枚に包まれている。冬芽わきの葉痕は上向きの半円形で維管束痕は3個ある。
混同されやすい果実が良く似たマルメロは、イラン、トルキスタン原産といわれ、果実は球形で表面にビロード状の綿毛が密生しているが、カリンは洋ナシ型で綿毛はなく、表面がつるりとしているので見分けがつく。

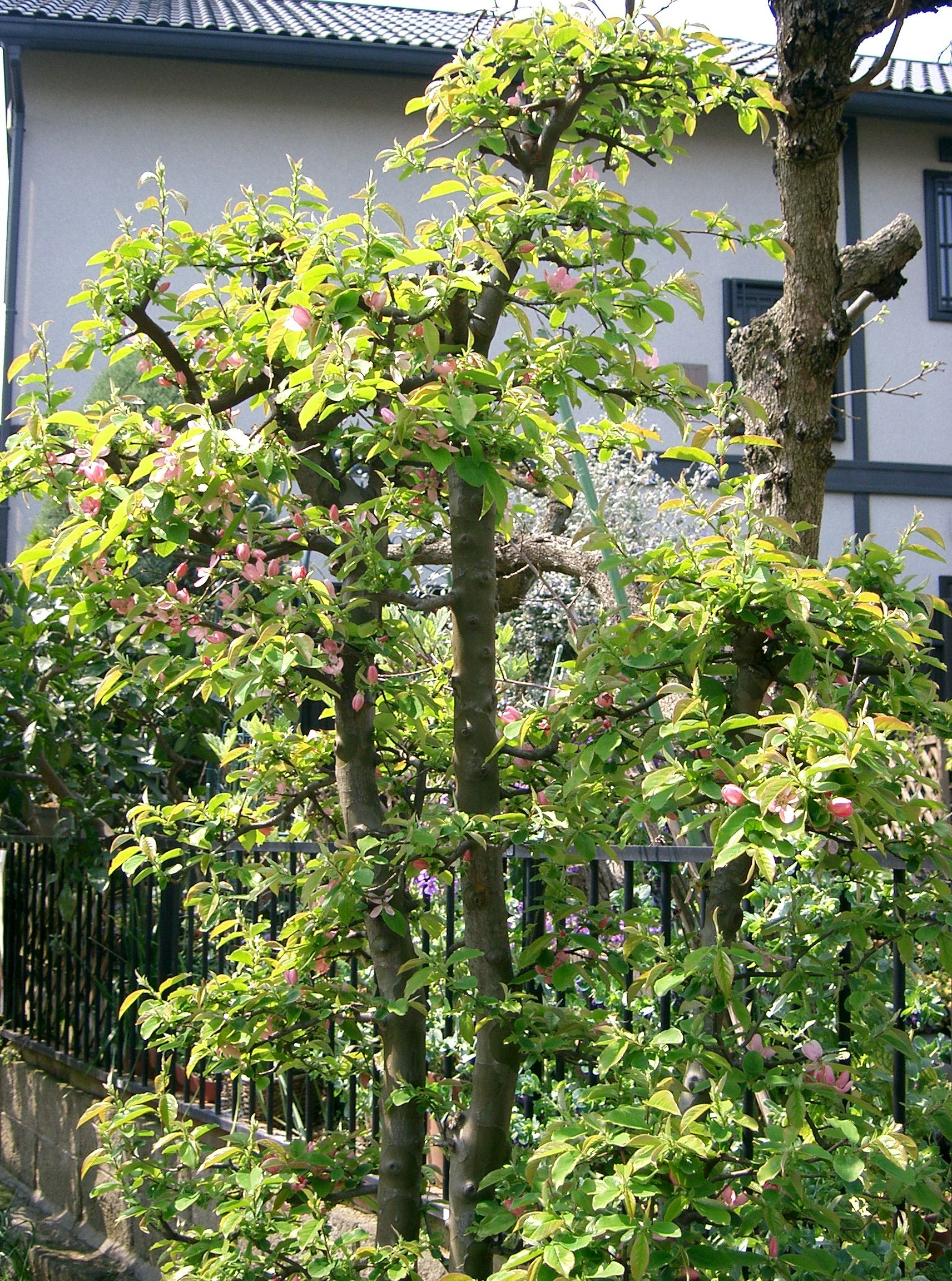
樹の全体
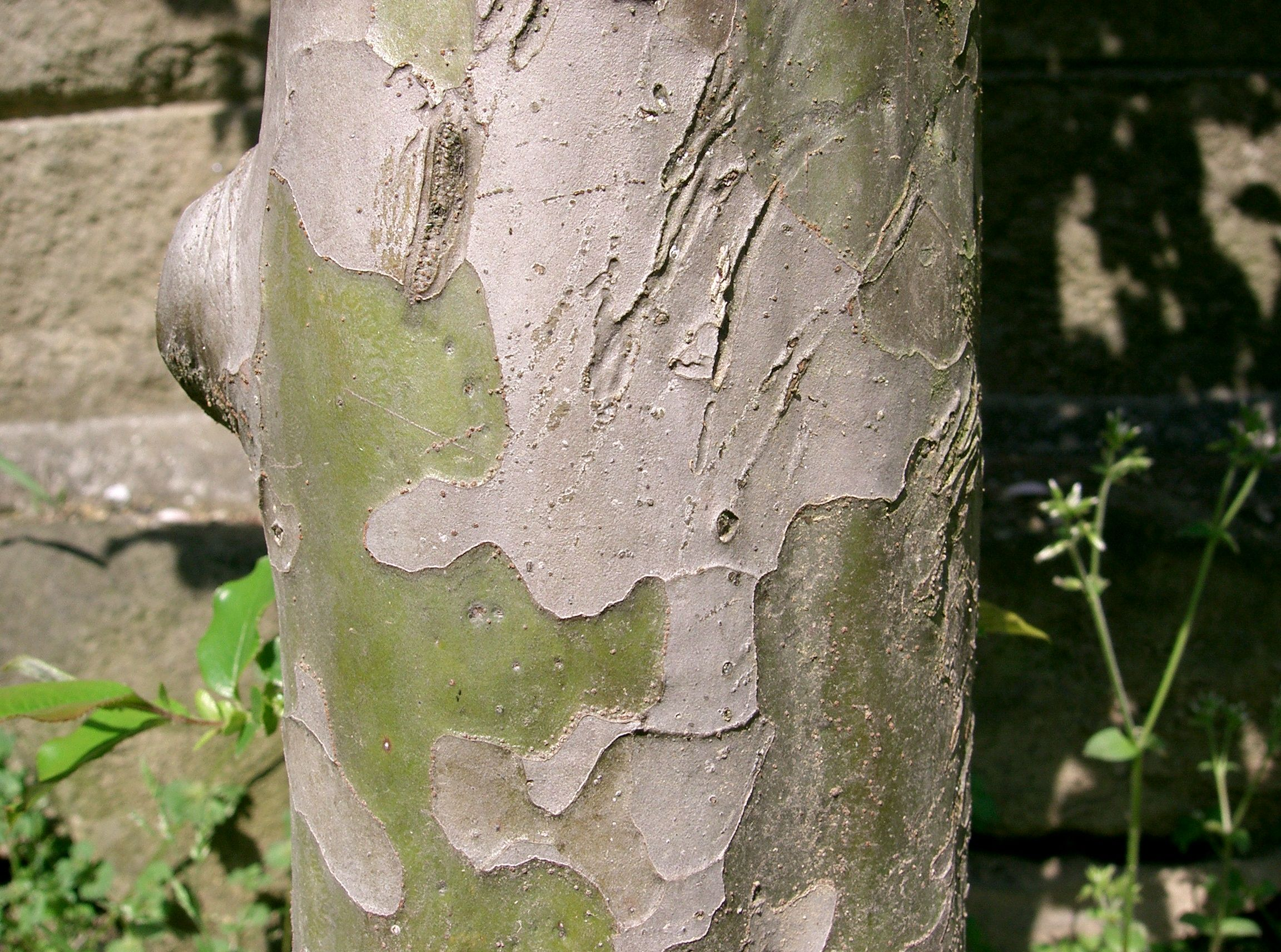
幹は、樹皮が剥がれ落ちて独特の幹肌になる。
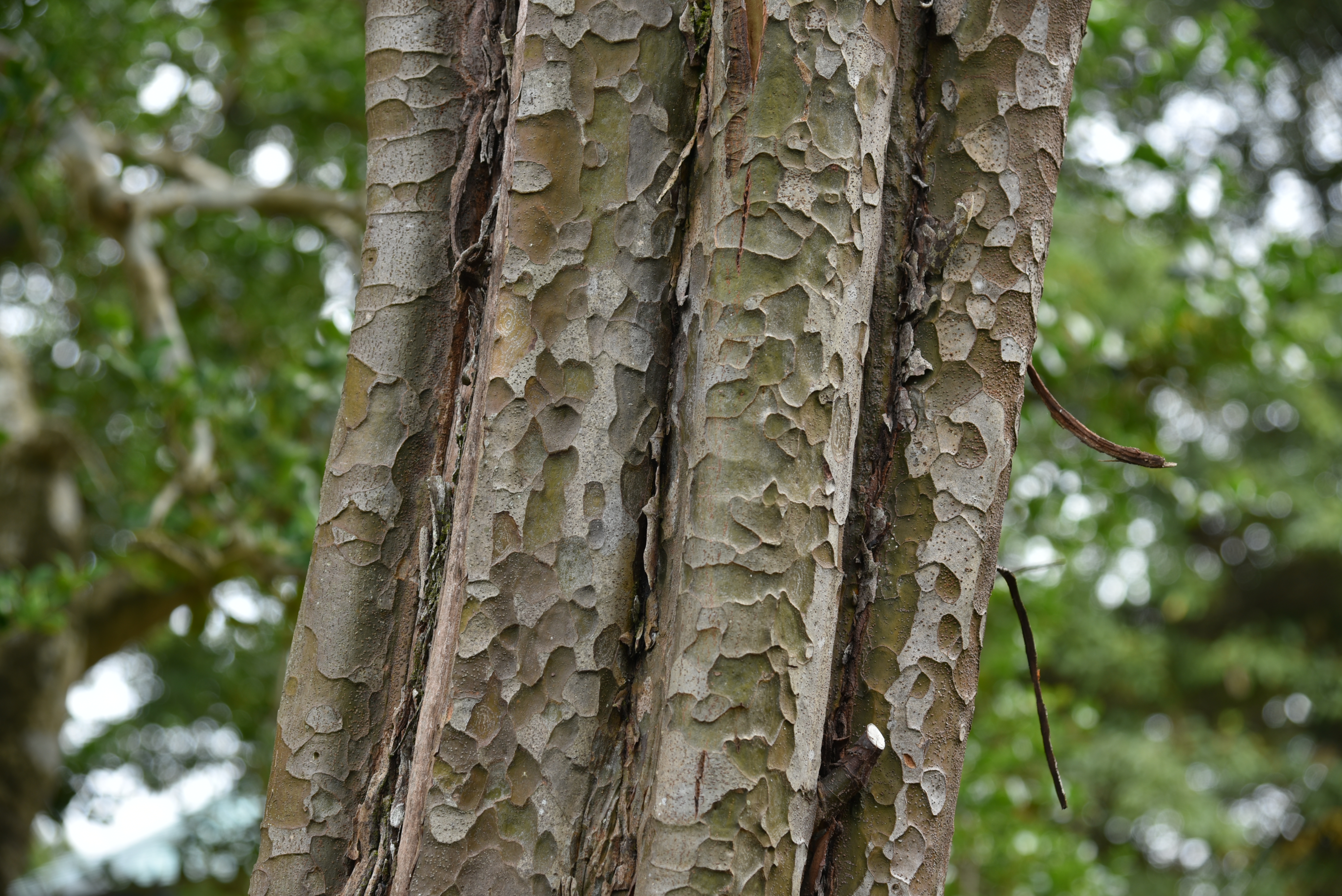
老木の樹皮
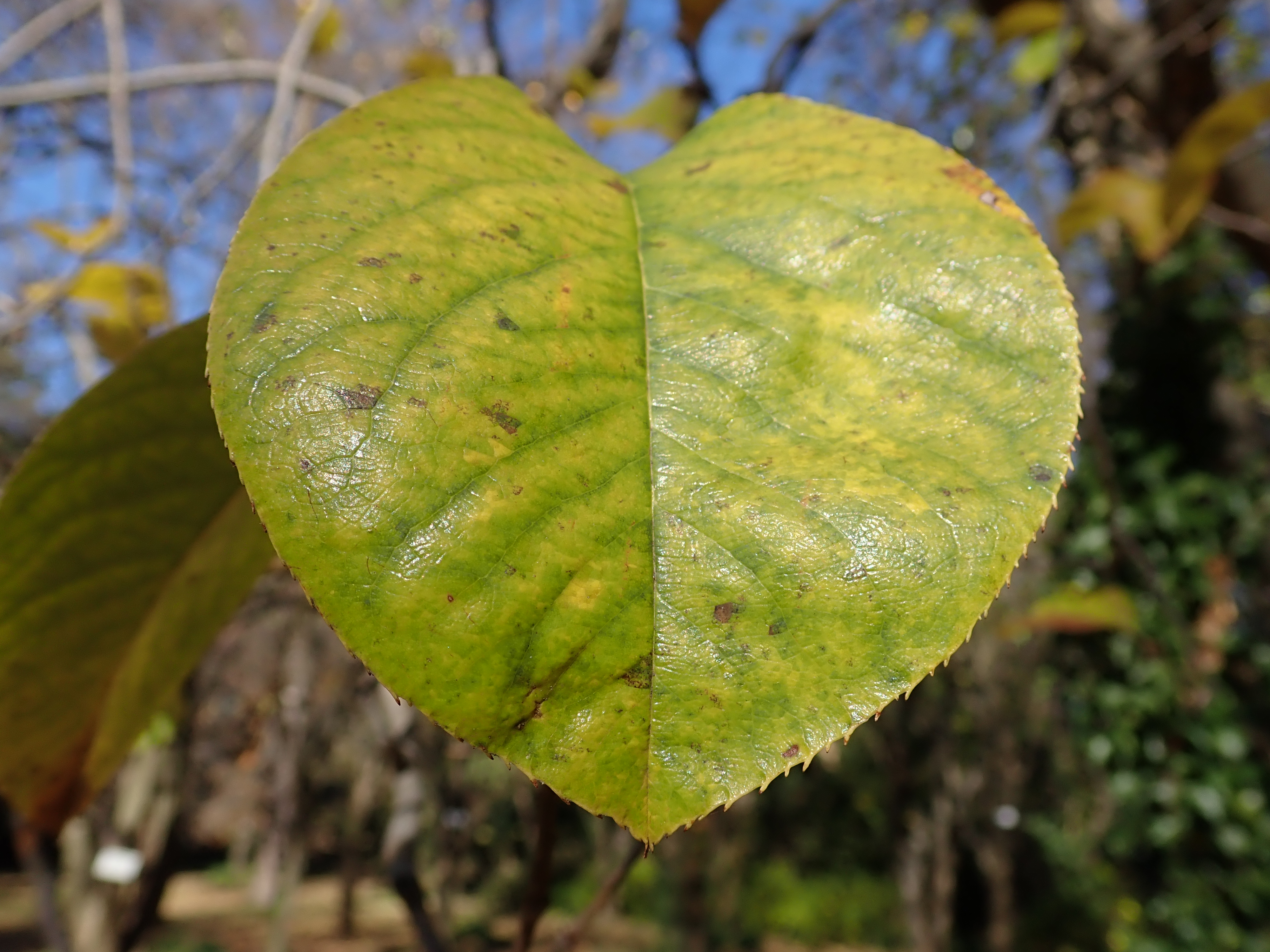
葉
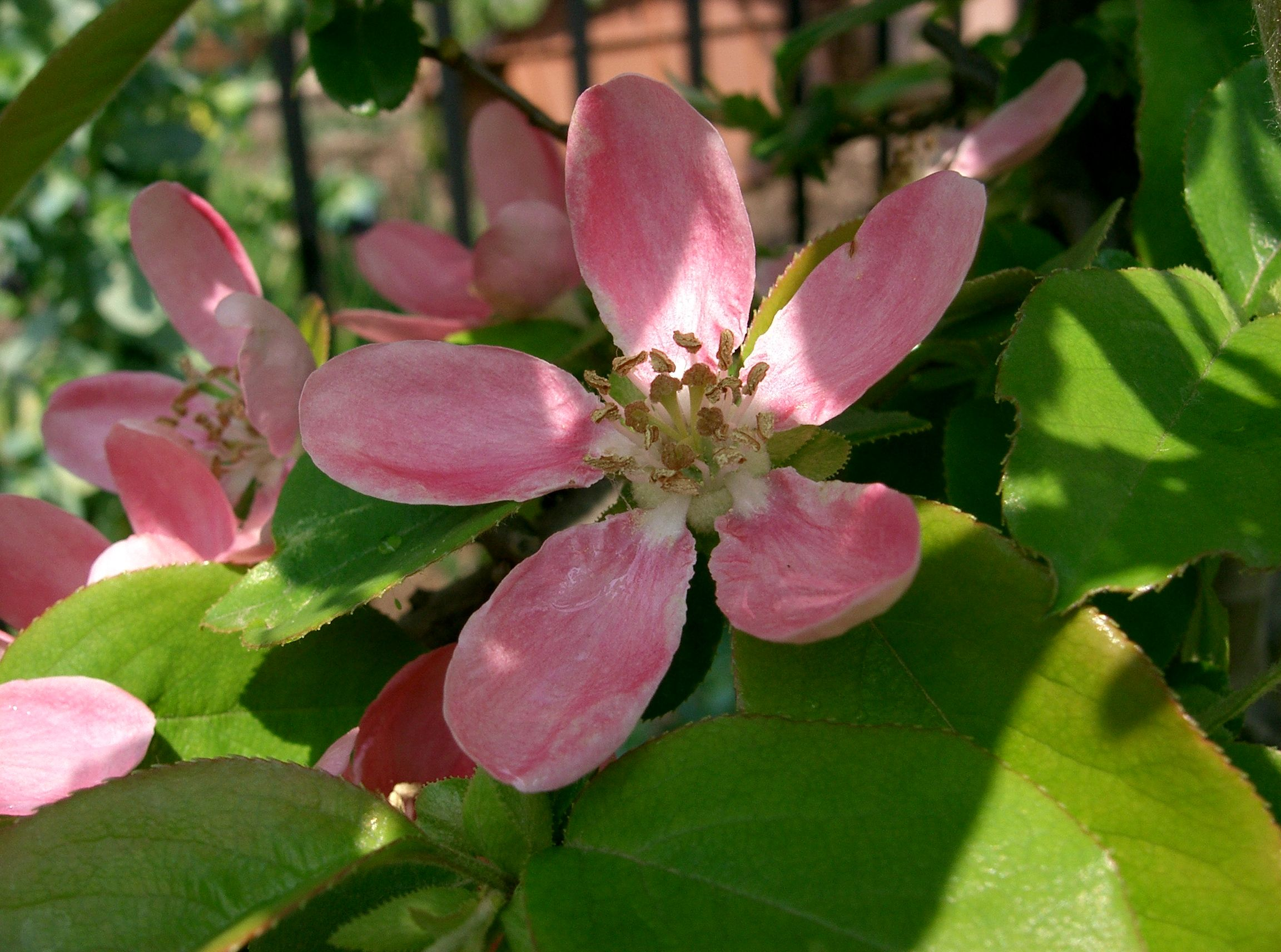
花は春に薄紅色の5弁花が咲く。
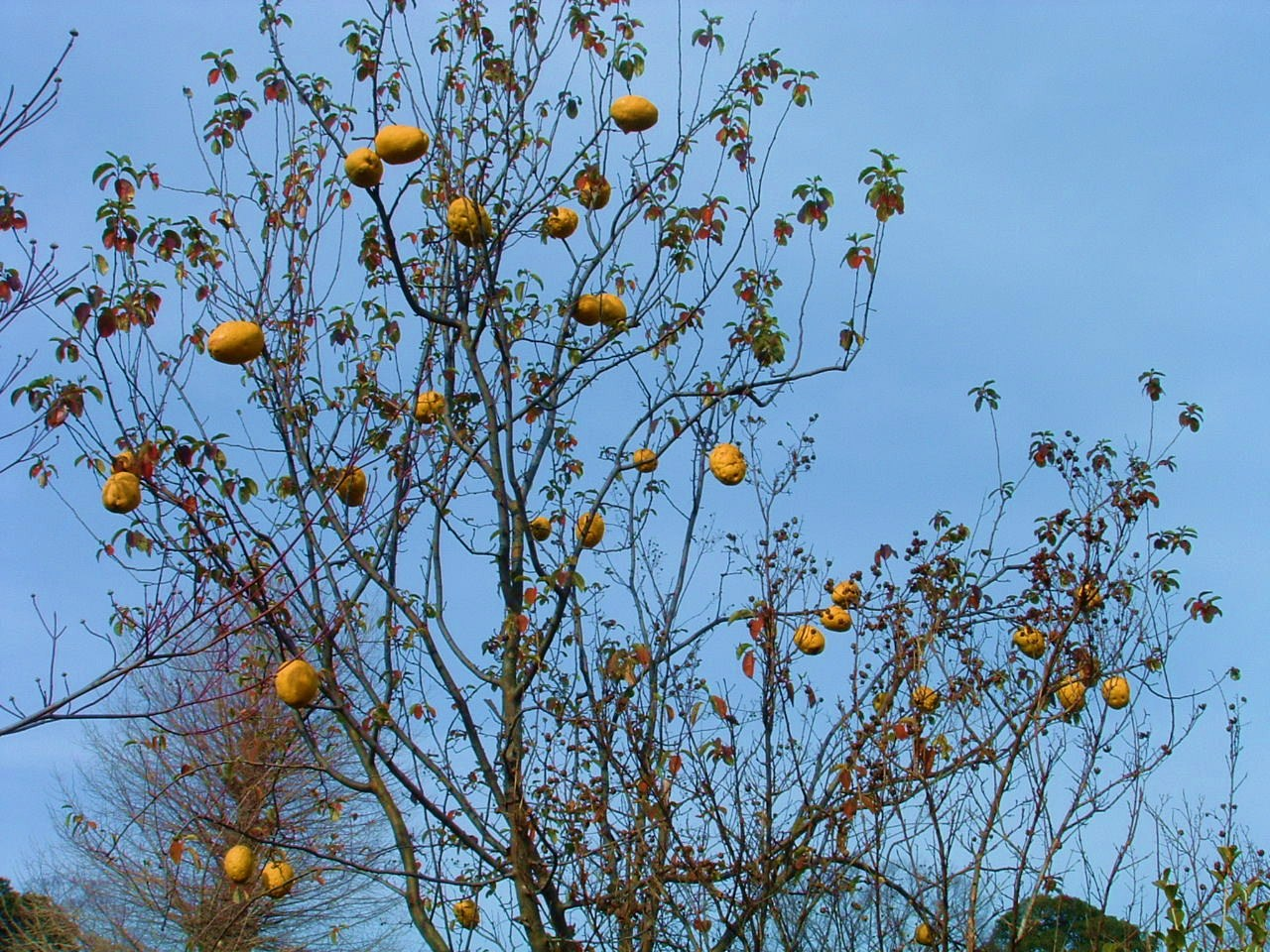
果実が実った梢。
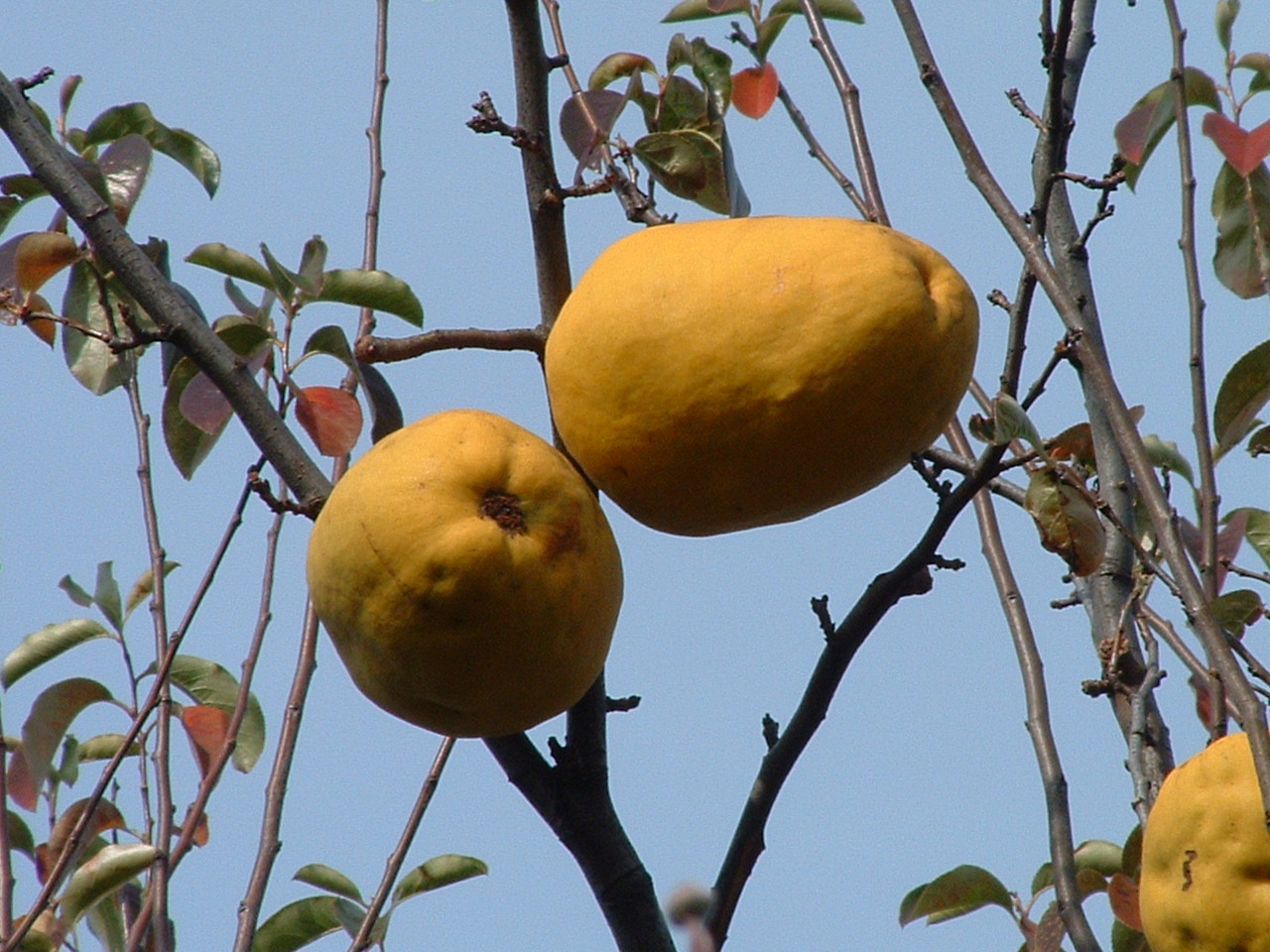
果実はナシ状果で、晩秋に黄色に熟して良い香りがする。

## 栽培・生産
涼しい気候を好むことから、日本では長野県など甲信越や東北地方のほか、四国などでも多く栽培される。生長速度は速く日なたを好む性質で、土壌の質は選ばず適湿地であれば栽培でき、根は深く張る。栽培では、植栽適期は12 - 3月とされており、剪定は12 - 3月に行って、施肥を11月に行うものとされている。

### 生産地
- 長野県諏訪市、箕輪町や香川県まんのう町で栽培が盛んであり、カリンの里がある。
- 中華人民共和国では陝西省白河県で栽培が盛んであり、「白河木瓜」が中国の地域ブランド（地理標志保護産品）に指定されている[16]。他に山東省臨沂市でも栽培が盛んである。

## 利用
庭木にされるほか栽培も行われている。果実は10 - 11月ごろに出回り、よい香りがするが固くて酸味が強いので生食には適さず、砂糖漬けやハチミツ漬け、コンポート、果実酒などにして果樹として利用される。果実を加熱すると渋みは消え、果肉は鮮やかな赤色に変わる。果実の栄養成分や有効成分として、糖分約18%、脂質約0.2%、たんぱく質約0.4%、リンゴ酸約2.5%、灰分約0.7%、ビタミンC、ビタミンE、苦味質、精油、クエン酸、サポニンなどを含んでいる。果実酒や砂糖漬けにしたものは咳止めに効果があるといわれ、また果実に含まれる成分が咳や痰など喉の炎症に効くとされることから、のど飴に配合されていることもある。

### 植栽樹
春に咲く薄紅色の花や、香りの良い大きな果実、個性のある幹肌は愛でられて庭木にされる。葉つきはあまり密ではなく緑陰を楽しむ樹種ではないが、果実は収穫しやすく、落葉後は幹肌を楽しむことができる。花・果実とも楽しめ、さらに樹皮・新緑・紅葉が非常に美しいため家庭果樹として最適である。

### 加工食品
- ハチミツ漬け - 生のカリン果実を輪切りにしてハチミツに漬けたもの[9]。
- リキュール - 35度のホワイトリカー、焼酎などのアルコール度数の高い蒸留酒1リットルあたり、スライスした生の果実500グラム、または榠樝（乾燥した果実）100グラムの割合で漬けて、冷暗所に6か月ほど保存する[7]。

### 薬用
果実は榠樝（めいさ）と称して薬用にする。土木瓜（どもっか）、和木瓜（わもっか）とも称する。秋9 - 10月ころに、黄変する前の未熟果で淡緑色のものを採集して、輪切りにしたもの陰干して調製し生薬とする。中国では、約2000年前から漢方薬として使われてきた。
民間療法で咳止め、吐き気に利用し、榠樝を1日量3 - 5グラム、水400 ccに入れて煎じて3回に分けて服用する用法が知られる。中国では酔い覚まし、痰切り、順気、下痢止めの効用があるとされている。咳止め、疲労回復にはカリン酒を毎日、盃1 - 2杯のむとよいといわれている。ハチミツ漬けを1日2 - 3回、小さじ一杯程度を湯に溶いて飲むのもよい。痰が絡むような咳に良いといわれており、服用する者の体質は問わないとされている。のど薬として「カリンのど飴」というものも市販されている。
果実に含まれるリンゴ酸やクエン酸には、鉄分の吸収を促進する作用があるといわれ、疲労回復に役立つと考えられている。種子にはわずかにアミグダリンを含んでおり、消化管内で腐敗発酵の防止に役立ち、吸収後は中枢神経に作用して、咳止めに役立つといわれている。ただし、アミグダリンは加水分解により猛毒のシアン化水素も発生するため、国立健康・栄養研究所などが注意を呼びかけている。

### 木材
材は比較的かたくて緻密、丈夫であることから、額縁、彫刻材、洋傘の柄などの木材として利用される。また、樹皮がまだら模様に剥がれて風情があるので、建築材として住宅の床柱にする。

## 文化
カリンの花言葉は、「努力」「唯一の恋」とされる。
「カリン」の語呂合わせで「金は貸すが借りない」の縁起を担ぎ、庭の表にカリンを植え、裏にカシノキを植えると商売繁盛に良いとされ、長野県の県北地域にその風習がのこされている。